# Nestor Carbonell
Nestor Gastón Carbonell (n. 1 decembrie 1967, New York City, New York, SUA) este un actor american cunoscut în special pentru interpretarea personajelor Luis Rivera în sitcom-ul Suddenly Susan, Richard Alpert în serialul LOST: Naufragiații, Batmanuel în The Tick, Frank Duque în serialul Cane și a primarului Anthony Garcia în filmul Cavalerul negru.

## Primii ani
Nestor Carbonell s-a născut în New York, fiind de origine cubaneză. A absolvit Academia Deerfield, la sfârșitul anilor '80 continuându-și studiile la Universitatea Harvard. Tatăl actorului e angajat în lumea afacerilor,  fiind și un membru activ al comunității cubaneze.

## Carieră de film
Carbonell a interpretat roluri în producțiile Resurrection Blvd., The Tick (Tick, cavalerul dreptății), Strong Medicine,  Kim Possible, și Cold Case. A fost invitat să joace roluri și în serialele televizate Scrubs, House, Day Break și Monk. Totodată, a interpretat și rolul personajului Luis Rivera în serialul Suddenly Susan (Susan) timp de 4 sezoane.
Începând cu sezonul trei, actorul a interpretat rolul lui Richard Alpert în serialul de televiziune Lost (Naufragiații), iar misterul legat de faptul că personajul său pare a nu îmbătrâni deloc a fost larg discutat în rândurile comunității fanilor. În timpul filmării ultimului episod al sezonului trei al serialului, Carbonell a fost angajat să joace rolul principal, cel al personajului Frank Duque, în noul serial Cane (Imperiul familiei Duque), produs de CBS. Scenariștii serialului Lost au operat modificările necesare în scenariu în cazul dacă Carbonell ar fi devenit indisponibil pentru filmări. Deși Carbonell era dispus să se întoarcă la Lost, președintele CBS Nina Tassler a negat posibilitatea unei apariții a actorului în serialul dat.. Cane a fost eventual anulat de CBS în rezultatul grevei scenariștilor din 2007-2008, astfel Carbonell devenind liber de obligațiunile contractuale. Producătorul serialului Lost Carlton Cuse a declarat că, în rezultatul anulării serialului Cane, Carbonell va relua interpretarea personajului Richard Alpert până la sfârșitul sezonului patru al serialului respectiv. Carbonell a apărut astfel în episoadele "Cabin Fever" și "There's No Place Like Home" din Lost. Producătorul executiv al serialului dat Carlton Cuse a menționat că acest fapt constituie o neintenționată consecință pozitivă a grevei. Carbonell a apărut ulterior și în nouă episoade ale sezonului 5 din serialul Lost.
Printre alte roluri ale actorului pot fi menționate cel al asasinului Pasquale Acosta în filmul Smokin' Aces din anul 2006, precum și cel al primarului orașului Gotham City în filmul The Dark Knight (Cavalerul negru). Acest film reprezintă sequel-ul producției Batman Begins (Batman - Începuturi) din 2005, fiind regizat de Christopher Nolan. Soția sa, Shannon Kenny, a fost și ea anterior implicată într-un proiect Batman, împrumutându-și vocea personajului Inque din serialul televizat Batman Beyond.

## Viață personală
Nestor și soția sa, Shannon Kenny, s-au întâlnit în timpul filmărilor la filmul Attention Shoppers.
Există multe comentarii referitor la faptul că genele lui Carbonell sunt foarte întunecate, de parcă ar fi fost conturate exagerat cu creion dermatograf  sau rimel. Interviurile care au fost luate atât de la Carbonell personal, cât și de la producătorii serialului Lost, au depistat că acest lucru e pur și simplu specific ochilor actorului, fără a fi aplicată nici o formă de machiaj.